# Rajd Safari 1997
Rezultaty Rajdu Safari (45. Safari Rally Kenya), eliminacji Rajdowych Mistrzostw Świata w 1997 roku, który odbył się w dniach 1-3 marca. Była to trzecia runda czempionatu w tamtym roku. Bazą rajdu było miasto Nairobi. Ewa i Sobiesław Zasadowie ukończyli rajd na dwunastym miejscu, uczynili to mając po sześćdziesiąt siedem lat. Ukończyli oni Rajd Safari jako najstarsza załoga w dziejach afrykańskiej imprezy (stan na 2019).

## Zwycięzcy odcinków specjalnych[2]
| Etap | Data    | OS | Godzina | Nazwa           | Długość   | Zwycięzca     | Czas    | Śred. pręd  | Lider rajdu   |
| ---- | ------- | -- | ------- | --------------- | --------- | ------------- | ------- | ----------- | ------------- |
| 1    | 1 marca | 1  | b.d.    | Timbuctoo 1     | 72,30 km  | Ian Duncan    | 37:57   | 114,31 km/h | Ian Duncan    |
| 1    | 1 marca | 2  | b.d.    | Olkejiado 1     | 155,75 km | Tommi Mäkinen | 1:18:14 | 119,45 km/h | Tommi Mäkinen |
| 1    | 1 marca | 3  | b.d.    | Corner Baridi 1 | 44,60 km  | Colin McRae   | 18:12   | 147,03 km/h | Armin Schwarz |
| 1    | 1 marca | 4  | b.d.    | Olepolos 1      | 115,70 km | Richard Burns | 56:45   | 122,33 km/h | Armin Schwarz |
|      |         |    |         |                 |           |               |         |             | Armin Schwarz |
| 2    | 2 marca | 5  | b.d.    | Elburgon        | 153,90 km | Colin McRae   | 1:20:38 | 114,52 km/h | Colin McRae   |
| 2    | 2 marca | 6  | b.d.    | Barina          | 92,30 km  | Colin McRae   | 39:11   | 141,34 km/h | Colin McRae   |
| 2    | 2 marca | 7  | b.d.    | Eldama Ravine   | 88,75 km  | Colin McRae   | 57:11   | 93,12 km/h  | Colin McRae   |
| 2    | 2 marca | 8  | b.d.    | Mogotio         | 78,65 km  | Colin McRae   | 36:02   | 130,96 km/h | Colin McRae   |
| 2    | 2 marca | 9  | b.d.    | Kongoni         | 127,70 km | Richard Burns | 1:13:41 | 103,99 km/h | Colin McRae   |
|      |         |    |         |                 |           |               |         |             | Colin McRae   |
| 3    | 3 marca | 11 | b.d.    | Timbuctoo 1     | 72,30 km  | Richard Burns | 38:15   | 113,41 km/h | Colin McRae   |
| 3    | 3 marca | 12 | b.d.    | Olkejiado 2     | 155,75 km | Colin McRae   | 1:20:07 | 116,64 km/h | Colin McRae   |
| 3    | 3 marca | 13 | b.d.    | Corner Baridi 2 | 44,60 km  | Richard Burns | 18:44   | 142,85 km/h | Colin McRae   |
| 3    | 3 marca | 14 | b.d.    | Olepolos 2      | 115,70 km | Colin McRae   | 58:50   | 117,99 km/h | Colin McRae   |

| Zwycięzcy OS-ów | Zwycięzcy OS-ów |
| Kierowca        | Ilość           |
| --------------- | --------------- |
| Colin McRae     | 7               |
| Richard Burns   | 4               |
| Ian Duncan      | 1               |
| Tommi Mäkinen   | 1               |

## Wyniki końcowe rajdu
| Msc.                   | Kierowca               | Pilot                  | Samochód                    | Czas                   | Strata                 | Grupa                  | Punkty                 |                        |
| Klasyfikacja generalna | Klasyfikacja generalna | Klasyfikacja generalna | Klasyfikacja generalna      | Klasyfikacja generalna | Klasyfikacja generalna | Klasyfikacja generalna | Klasyfikacja generalna | Klasyfikacja generalna |
| ---------------------- | ---------------------- | ---------------------- | --------------------------- | ---------------------- | ---------------------- | ---------------------- | ---------------------- | ---------------------- |
| 1                      | Colin McRae            | Nicky Grist            | Subaru Impreza WRC          | 11:29.00               | 0.0                    | A8 M                   | 10                     |                        |
| 2.                     | Richard Burns          | Robert Reid            | Mitsubishi Carisma GT Evo 4 | 11:36.04               | +7:04                  | A8 M                   | 6                      |                        |
| 3.                     | Ian Duncan             | David Williamson       | Toyota Celica GT-Four       | 11:40.18               | +11.18                 | A8                     | 4                      |                        |
| 4.                     | Armin Schwarz          | Denis Giraudet         | Ford Escort WRC             | 13:07.23               | +1:38.23               | A8 M                   | 3                      |                        |
| 5.                     | Jonathan Toroitich     | Ibrahim Choge          | Toyota Celica Turbo 4WD     | 13:51.32               | +2:22.32               | A8                     | 2                      |                        |
| 6.                     | Frédéric Dor           | Kevin Gormley          | Subaru Impreza 555          | 15:13.52               | +3:44.52               | A8                     | 1                      |                        |
| 7.                     | Emmanuel Katto         | James Opoka            | Toyota Celica Turbo 4WD     | 15:30.05               | +4:01.05               | A8                     |                        |                        |
| 8.                     | Rudi Stohl             | Jürgen Bertl           | Audi Coupé S2               | 15:48.17               | +4:19.17               | A8                     |                        |                        |
| 9.                     | Johnny Hellier         | Stefano Rocca          | Subaru Impreza WRX          | 15:48.44               | +4:19.44               | N4                     |                        |                        |
| 10.                    | Karim Hirji            | Frank Nekusa           | Toyota Celica GT-Four       | 16:31.37               | +5:02.37               | A8                     |                        |                        |
| 11.                    | Russell Palmer         | Brian Harwood          | Proton Satria               | 16:39:49               | +5:10:49               | A7 2L                  |                        |                        |
| 12.                    | Sobiesław Zasada       | Ewa Zasada             | Mitsubishi Lancer Evo III   | 16:52:07               | +5:23:07               | N4                     |                        |                        |
| PWRC                   |                        |                        |                             |                        |                        |                        |                        |                        |
| 1 (9.)                 | Johnny Hellier         | Stefano Rocca          | Subaru Impreza WRX          | 15:48.44               | -                      | N4                     |                        |                        |
| 2 (12.)                | Sobiesław Zasada       | Ewa Zasada             | Mitsubishi Lancer Evo III   | 16:52:07               | 1:03:23                | N4                     |                        |                        |
| 3 (13.)                | Azar Anwar             | Arshad Khan            | Daewoo Cielo                | 17:01:43               | +1:12:59               | N2                     |                        |                        |
| 2L WRC                 |                        |                        |                             |                        |                        |                        |                        |                        |
| 1 (11.)                | Russell Palmer         | Brian Harwood          | Proton Satria               | 16:39:49               | -                      | A7                     |                        |                        |
| 2 (13.)                | Azar Anwar             | Arshad Khan            | Daewoo Cielo                | 17:01:43               | +21:54                 | N2                     |                        |                        |
| 3 (13.)                | Rory Green             | Orson Taylor           | Hyundai Elantra             | 19:20:50               | +2:41:01               | A7                     |                        |                        |

1. ↑  Litera M przy oznaczeniu grupy do której należy samochód oznacza, iż tylko ci kierowcy zdobywali punkty dla swoich zespołów liczonych w klasyfikacji producentów na koniec sezonu.

## Klasyfikacja po 3 rundach
Tabele przedstawiają tylko pięć pierwszych miejsc.

### Kierowcy
| Lp. | Kierowca         | Pkt |
| --- | ---------------- | --- |
| 1   | Colin McRae      | 13  |
| 2   | Carlos Sainz     | 12  |
| 3   | Piero Liatti     | 10  |
| 4   | Kenneth Eriksson | 10  |
| 5   | Tommi Makinen    | 8   |

### Producenci
| Lp. | Producent           | Pkt |
| --- | ------------------- | --- |
| 1   | 555 Subaru WRT      | 33  |
| 2   | Ford Motor Co. Ltd. | 19  |
| 3   | Mitsubishi Ralliart | 16  |